# Vinjebreen
Der Vinjebreen ist ein ausladender und rund 30 km langer Gletscher im ostantarktischen Königin-Maud-Land. In der Orvinfjella fließt er zwischen den Filchnerbergen und dem Fenriskjeften in nordwestlicher Richtung.
Norwegische Kartographen, die ihn auch benannten, kartierten ihn anhand von Vermessungen und Luftaufnahmen der Dritten Norwegischen Antarktisexpedition (1956–1960). Namensgeber ist Torgny Vinje (1929–2005), der als Meteorologe von 1956 bis 1958 an dieser Forschungsreise beteiligt war.